# Općinska nogometna liga Virovitica 1969./70.
"Općinska nogometna liga Virovitica" ("Općinsko nogometno prvenstvo Virovitica") za sezonu 1969./70. je bila liga petog stupnja nogometnog prvenstva SFRJ. 
 
Sudjelovalo je 8 klubova, a prvak je bila "Drava" iz Terezinog Polja. 

## Ljestvica
| mj. | klub                     | ut. | pob. | ner. | por. | gol+ | gol- | bod |
| --- | ------------------------ | --- | ---- | ---- | ---- | ---- | ---- | --- |
| 1.  | Drava Terezino Polje     | 14  | 11   | 3    | 0    | 76   | 18   | 25  |
| 2.  | Zvijezda Turanovac       | 14  | 9    | 2    | 3    | 39   | 27   | 20  |
| 3.  | Bilogora Špišić Bukovica | 14  | 8    | 3    | 3    | 54   | 35   | 19  |
| 4.  | Bratstvo Gornje Bazje    | 14  | 8    | 2    | 4    | 57   | 26   | 18  |
| 5.  | Proleter Bušetina        | 14  | 5    | 2    | 7    | 45   | 53   | 12  |
| 6.  | Proleter Lukač           | 14  | 4    | 1    | 9    | 29   | 45   | 9   |
| 7.  | Sloga Dugo Selo          | 14  | 2    | 1    | 11   | 21   | 54   | 5   |
| 8.  | Jedinstvo Brezik         | 14  | 2    | 0    | 12   | 14   | 77   | 4   |

- Dugo Selo – skraćeno za Dugo Selo Lukačko

## Rezultatska križaljka
| kratica | klub                     | BIL | BRA | DRA | JED | PROB | PROL | SLO | ZVI |
| --- | ------------------------ | --- | --- | --- | --- | ---- | ---- | --- | --- |
| BIL | Bilogora Špišić Bukovica |     |     |     |     |      |      |     |     |
| BRA | Bratstvo Gornje Bazje    |     |     |     |     |      |      |     |     |
| DRA | Drava Terezino Polje     |     |     |     |     |      |      |     |     |
| JED | Jedinstvo Brezik         |     |     |     |     |      |      |     |     |
| PROB | Proleter Bušetina        |     |     |     |     |      |      |     |     |
| PROL | Proleter Lukač           |     |     |     |     |      |      |     |     |
| SLO | Sloga Dugo Selo          |     |     |     |     |      |      |     |     |
| ZVI | Zvijezda Turanovac       |     |     |     |     |      |      |     |     |
| |                          |     |     |     |     |      |      |     |     |
| podebljan rezultat - utakmice od 1. do 7. kola (1. utakmica između klubova) rezultat normalne debljine - utakmice od 8. do 14. kola (2. utakmica između klubova) rezultat nakošen - nije vidljiv redoslijed odigravanja međusobnih utakmica iz dostupnih izvora rezultat smanjen * - iz dostupnih izvora nije uočljiv domaćin susreta prekrižen rezultat - poništena ili brisana utakmica p - utakmica prekinuta 3:0 p.f. / 0:3 p.f. - rezultat 3:0 bez borbe n.i. - nije igrano |                          |     |     |     |     |      |      |     |     |

 Izvori: